# Thorius grandis
Espèce
Statut de conservation UICN

 CR  : 
En danger critique
Thorius grandis est une espèce d'urodèles de la famille des Plethodontidae.

## Répartition
Cette espèce est endémique du Guerrero au Mexique. Elle se rencontre de 2 800 à 3 000 m d'altitude à Atoyac de Álvarez dans la Sierra Madre del Sur.

## Étymologie
Le nom spécifique grandis vient du latin grandis, grand, en référence à la taille adulte de cette espèce.

## Publication originale
- Hanken, Wake & Freeman, 1999 : Three new species of minute salamanders (Thorius: Plethodontidae) from Guerrero, Mexico, including the report of a novel dental polymorphism in urodeles. Copeia, vol. 1999, no 4, p. 917-931 (texte intégral).